# Itaba
Itaba es una comuna de la provincia de Guitega en Burundi. En agosto de 2008 tenía una población censada de 51 139 habitantes.
Se encuentra ubicada en el centro del país, al este del lago Tanganica y de la capital del país, Buyumbura. 